# Marian Sandu
Marian Sandu (ur. 15 maja 1971 w Ploeszti) – rumuński zapaśnik walczący w stylu klasycznym. Czterokrotny olimpijczyk. Szósty w Barcelonie 1992, piętnasty w Atlancie 1996, trzynasty w Sydney 2000 i jedenasty w Atenach 2004. Startował w kategorii 54–57 kg.
Jedenastokrotny uczestnik mistrzostw świata, drugi w 1998 a czwarty w 1990 i 1997. Zdobył dziewięć medali na mistrzostwach Europy, w tym złoty w 2000 i 2003 roku.
- Turniej w Barcelonie 1992 - 57 kg

Pokonał Zorana Galovicia startującego jako niezależny, Miguela Sierrę z Hiszpanii, Ergüdera Bekişdamata z Turcji, Abd ar-Rahmana Nane z Maroka i przegrał z Shengiem Zetianem z Chin, Anem Han-bongiem z Korei Południowej i Williamem Larą z Kuby.
- Turniej w Atlancie 1996 - 57 kg

Zwyciężył Sarkisa Elngiana z Grecji a przegrał z Jurijem Mielniczenko z Kazachstanu i Kubańczykiem Luisem Sarmiento.
- Turniej w Sydney 2000 - 54 kg

Zwyciężył Kang Yong-gyuna z Korei Północnej i przegrał z Rosjaninem Aleksiejem Szewcowem.
- Turniej w Atenach 2004 - 55 kg

Wygrał z Nurbakytem Tengyzbajewem z Kazachstanu i przegrał z Im Dae-wonem i Korei Południowej.